# Kapitalmarked
Et kapitalmarked er et marked for finansielle fordringer med løbetid på over et år. Konkret er der tale om finansielle produkter som lån, kredit, aktier, obligationer og pantebreve. Finansielle fordringer med løbetid på under et år håndteres af andre markeder, f.eks. pengemarkedet. 
På kapitalmarkedet formidles der kapital fra personer med opsparingsoverskud til personer med opsparingsunderskud. Markedet består primært af standardprodukter, der udstedes og handles i betydelige mængder, hvilket fremmer gennemsigtigheden på markedet og giver kurser, der reagerer hurtigt på signaler om udbud og efterspørgsel.
Man skelner mellem det primære og det sekundære kapitalmarked. På det primære marked udstedes nye aktier og obligationer, der sælges til investorerne, mens investorer og aktiehandlere på det sekundære marked køber og sælger allerede eksisterende værdipapirer , normalt via en fondsbørs.
Siden 1980'erne har det danske kapitalmarked udviklet sig i retning af deregulering og internationalisering, herunder øget konkurrence fra udlandet. Der er fri bevælgelighed for kapital mellem EU-landene, hvilket har betydet en udligning af renterne mellem landene. 
At kapitalmarkedet er velfungerende anses for afgørende i et økonomisk veludviklet samfund.